# Gunther Wennemuth
Gunther Wennemuth (* 1968 in Ziegenhain, Hessen) ist ein deutscher Anatom und Zellbiologe. Gegenwärtig hält er die W3-Professur für Anatomie der medizinischen Fakultät der Universität Duisburg-Essen inne und ist Vorsitzender des dortigen Promotionsausschusses. Im Rahmen seiner Forschung beschäftigt er sich vorwiegend mit Spermienphysiologie.

## Leben
Gunther Wennemuth wurde 1968 im hessischen Ziegenhain geboren. Er studierte Humanmedizin in Marburg, schloss 1995 sein Studium der Humanmedizin ab und promovierte ein Jahr später am Fachbereich Medizin der Philipps-Universität Marburg zu einem zellbiologischen Thema. Nach seiner Zeit als Arzt im Praktikum (AiP), gefolgt von einem Auslandsaufenthalt in den USA, arbeitete Wennemuth als Wissenschaftlicher Mitarbeiter am Institut für Anatomie und Zellbiologie der Philipps-Universität Marburg. Dort habilitierte er sich 2003 und wurde zum Privatdozenten (PD) ernannt. In seiner Zeit als Wissenschaftlicher Mitarbeiter gründete er 2005 die NanoRepro GmbH, die in Zusammenarbeit mit dem in Sulzbach/Saar ansässigen Fraunhofer-Institut Kryokonservierung von adulten Stammzellen anbot. Im Jahr 2007 nahm Wennemuth einen Ruf an die Universität des Saarlandes an und bekleidete dort die W3-Professur für Anatomie. Im Jahr 2013 wechselte Wennemuth auf eine W3-Professur an das Anatomische Institut der Universität Duisburg-Essen, als dessen geschäftsführender Direktor er fungiert.

## Werke
- Verteilung von Fibronektin im männlichen Genitaltrakt und an Spermatozoen des Menschen und seine Bedeutung als Parameter in der Fertilitätsdiagnostik. Marburg 1996 (Dissertation)
- Anatomie für die mündliche Prüfung. Berlin: Springer Verlag 1997. ISBN 978-3-540-61977-2 (2. Erweiterte Auflage: 2002)
- Taschenatlas Histologie. München: Urban & Fischer Verlag 2012. ISBN 978-3-437-59039-9 (2. Auflage: 2017)
- Taschenbuch Histologie. München: Urban & Fischer 2017. ISBN 978-3-437-18002-6